# Chavroches
Chavroches is een gemeente in het Franse departement Allier (regio Auvergne-Rhône-Alpes) en telt 248 inwoners (1999). De plaats maakt deel uit van het arrondissement Vichy.

## Geografie
De oppervlakte van Chavroches bedraagt 10,0 km², de bevolkingsdichtheid is 24,8 inwoners per km².
De onderstaande kaart toont de ligging van Chavroches met de belangrijkste infrastructuur en aangrenzende gemeenten.

## Demografie
Onderstaande figuur toont het verloop van het inwonertal (bron: INSEE-tellingen).
Vanwege een beveiligingsprobleem met de MediaWiki Graph-software is het momenteel niet mogelijk deze grafiek weer te geven. Zodra de software is bijgewerkt zal de grafiek vanzelf weer zichtbaar worden.